# Хипербарична оксигенотерапија
Хипербарична оксигенотерапија (ХБОТ), је научно утемељена метода лечења удисањем чистог медицинског (100%) кисеоника код пацијената са спонтаним или асистиране дисањем, на притиску околине већем од једног бара (нормалан атмосферски притисак на нивоу мора). Укратко, хипербарична оксигенотерапија је скуп ефеката хипероксије на имунитет, транспорт кисеоника и хемодинамику циркулације. Позитивни терапијски ефекти (ХБОТ) су пре свега производ смањењења хипоксије и едема (отока) ткива, што омогућава организму пацијента да одговори на инфекције и исхемију.
„Правилно и на време примењена хипербарична оксигенотерапија често значи повратак пацијента из смрти у живот, из коме у свесно стање, од патње до уживања у нормаланом животу“.

## Историја
Иако се за хипероксију и њене позитивне учинке у организму знало још у 19. веку, њена примена у циљу лечења (ХБОТ), започела је да се примењује тек 60-их година 20. века уназад. Савремена примена хипербаричног кисеоника у клиничкој медицини почела је 1965. од стране др Черчил-Дејвидсона (енгл. Churchill-Davidson I) и Борема (енгл. Boerema I).
Хипербаричне оксигено терапије (ХБОТ) је наизменично називана "веома ефикасна терапија" и "терапије у потрази за болестима". Након почетног успеха примене ХБОТ у кардиохирургији, код тровања угљен-моноксидом, гасне гангрене итд, бројни истраживачи у жељи да и друге поремећаје лече у хипербаричној комори, често су ХБОТ примењивали и без много научних образложења? Због тога је хипербарична оксигенотерапија пала у немилост многих „клиничара-критичара“, све до 1970, када се одиграло неколико значајних догађаја;
- Основано је прво удружење лекара за подводну медицину (енгл. Undersea Medical Society (UMS)) које је помогло у издавањем смерница и директива 1972.
- Године 1975, Дејвис и Хант објављују први клинички уџбеник „Хипербарична медицина“[7]
- Комитет (UMS) који је сазван 1976, донеоп је одлуку о формирању Комитета за хипербаричну оксигенацију (енгл. Hyperbaric Oxygen Committee), чији одбор од тада сваке две године објављује извештаје о прихваћеним медицинским условима за примену ХБОТ.
- Потенцијалне индикације за ХБОТ су од 1976. строго провераване "како за одређене болести тако и за било који други третман повезан са тим поремећајем"[8].

„Захваљујући бројним студијама (спроведеним задњих двадесет година) о физиолошким учинцима кисеоника под притиском, хипербарична медицина данас има много више информација и објашњења у вези механизама дејства хипербаричне терапије кисеоником. Истраживања о ефектима ХБОТ на ћелијском нивоу дала су довољно података да већина рационалних лекара више не сматра ХБОТ као магију, чаролију, или само губљење времена и новца.

## Физиолошке основе хипербаричне терапије кисеоником
Главни интерактивни елеменати који су укључени у хипербаричну терапију су;
- Телесне течности, као што су крв, плазма, лимфа, цереброспиналне течности и
- Гасови, пре свега кисеоник.

Зато се ефекти хипербаричне оксигенотерапије заснивају на основни гасни гасним законима (Бојловом, Шарловом, Далтоновом, Геј-Лисаковом и Хенријевом) и физиолошким и биохемијским ефектима хипероксије.
Анализирајући повезаност између гасова, течности, температуре и притиска, физичар Хенри је у свом закону, (Хенријев закон), дао физичке претпоставке хипербаричне оксигенације:
Овај закон има велику примену у хипербаричној медицини и роњењу где се гасови који се удишу под повишеним притиском растварају у организму, који се преко 70% састоји од течности. На постулату датом у Хенријевом закону заснована је хипербаричне терапије кисеоником (ХБОТ); 
Већина кисеоника који се преноси путем крви везан је за хемоглобин, што је 97% засићења оксихемоглобина на атмосферском притиску. Део кисеоника се, може преносити и у раствореном облику у крвној плазми (0,32 вол%). Део кисоника раствореног у крвној плазми се значајно повећава са увећањем притиска, што према Хенријевом закону, увећава оксигенацију ткива.
У току дисања нормобаричног (атмосферског) ваздуха, парцијални притисак кисеоника у артеријској крви је око 100 mmHg, а парцијални притисак кисеоника у ткивима око 55 mmHg.
Удисање 100% кисеоника на притиску од 3 АТА (304 kPa) притисак кисеоника у артеријској крви може да се повећа до 2000 mmHg (или за 20 пута), а притисак кисеоника у ткивима до око 500 mmHg (или за око 8-10 пута), што омогућава испоруку 60-68 мл кисеоника по литру крви. У поређењу са 3 мл/л (колико она износи на атмосферском притиску), ова количина кисеоника (растворена у крвној плазми) је довољна да подржи нормално дисање у ткивима без доприноса кисеоника из хемоглобина (или без еритроцита).
Како кисеоник растворен у крвној плазми (као нестишљивој течности), може доспети и до физички најудаљениј подручја, у којима је сметњама (болешћу) ограничен проток црвеним крвним зрнацима (као корпускуларним елементима промера 7,8 μm х 2,4 μm ), он може да омогући оксигенацију тих подручја, чак и са оштећеним преносом кисеоника хемоглобином, као што је то случај код тровања угљен-моноксидом или тешке „малокрвности“ (анемија).
| Притисак (бар) | 21%кисеоник (вол%) | 100%кисеоник (вол%) |
| 1              | 0,32               | 2,09                |
| 1,5            | 0,61               | 3,26                |
| 2              | 0,81               | 4,44                |
| 2,5            | 1,06               | 5,62                |
| 3              | 1,31               | 6,80                |

Применом хипербаричне оксигенотерапије (ХБОТ), омогућава се организму снабдевање довољном количином кисеоника у условима; 
- када количине коју може да пренесе хемоглобин није довољна (нпр. код анемије) или када постоји функционална неспособност хемоглобина (нпр. код тровања угљен-моноксидом),
- када је немогуће ткиву предати довољно кисеоника услед ослабљене перфузије (нпр. код исхемије) или повећаног растојања од капилара до ткива (нпр код отока-едема).

- ХБО повећава стварање слободних радикала кисеоника, који оксидирају протеине и масти мембрана, оштећују ДНК и на тај начин инхибирају бактеријске метаболичке функције. ХБО је нарочито ефикасна против анаеробних бактерија, јер кисеоника ослобађа од пероксидазе зависне систем који убијају бактерије у леукоцитима.[11]
- ХБО побољшава од кисеоника завини транспорт одређених антибиотика кроз зид бактеријске ћелије.[12]
- ХБО побољшава зарастање рана тако што увећава доток кисеоника дуж периферних исхемијских делова рана, као и стимулише стварање матрице колагена потребне за формирање крвних судова у ангиогенези.[13][14]
- Хипероксија у нормалним ткивима у току ХБОТ узрокује брзу и значајну вазоконстрикцију (због које неки аутори оспоравају примену ХБОТ у неким болестима),[15][16] али она је компензована повећаном количином раствореног кисеоника у плазми, и микроваскуларним протоком крви који је у исхемијском ткиву заправо побољшан за време ХБОТ.[17] Таква вазоконстрикција не смањује пост-трауматски едем ткива, што доприноси успешном лечењу повреда, компартмент синдрома и опекотина.[18]
- ХБО смањује акумулацију лактата у исхемијском ткиву који настају након смањене производње АТФ.[19]
- Утицај акутне повреде мозга и одложени неуролошки дефицити изазвани пратећом хипоксијом због церебралних вазоспазама (CVS) су главне детерминанте исхода (последица) након субарахноидалне хеморагије (SAH). У пракси све више је заступљена примена хипербаричног кисеоника (ХБО) у лечењу пацијената са (SAH), иако докази и основни механизми оправданости примене ХБО нису систематски проучени. Зато се у бројним студијама, новијег датума, све више проучава улога ХБО у церебралним вазаспазмима и њени молекуларни механизми, укључени у заштиту мозга од субарахноидалном хеморагијом (SAH)-индуковане повреда (хипоксије).

Као главна хипотеза наводи се могући утицај ХБОТ на слабљење васкуларних спазама и отклањање хипоксијом нарушене исхране можданих структура кисеоником. Сходно томе, истраживања учинка ХБОТ на SAH-ом индуковану хипоксију и друге механизме изазване неуроваскуларном повредом мозга, дала су почетне позитивне резултата (види слику горе), који говоре у прилог оправданости примене ХБОТ у акутној и одложеној фази субаранхнидалне хеморагије (SAH-а). Међутим, потребна су нова истраживања како би се разумели основни механизме и успоставио оптимални режим лечења SAH-a и других оштећења цереброваскуларног система (CVS) применом ХБОТ.

## Начин примене
Процес лечења хипербаричном оксигенацијом (ХБОТ), спроводи се у специјалним високо софистицираним медицинским уређајима барокоморама, при чему пацијент пролази кроз више фаза које морају обезбедити максималну сигурност и висок квалитет лечења.